# 4-Etilguaiacol
4-Etilguaiacol, frequentemente abreviado como 4-EG, é um composto fenólico com a fórmula molecular C9H12O2. É produzido juntamente como o 4-etilfenol (4-EP, do inglês 4-ethylphenol) em vinho e cerveja pela deterioração da levedura Brettanomyces. Quando ele é produzido pela levedura em concentrações maiores do que o limiar sensorial de >600 µg/L, pode contribuir com aromas de bacon, especiarias, cravo, ou fumaça ao vinho. 